# Megaterioïdeus
Els megaterioïdeus (Megatherioidea) són una superfamília de mamífers pilosos del subordre dels peresosos (Folivora). Aparegueren a l'Eocè mitjà, fa uns 41,3 milions d'anys. Els seus únics representants vivents, els peresosos tridàctils, són endèmics de les Amèriques, igual que gairebé totes les espècies fòssils, tot i que hi ha possibles troballes de megaloníquids de l'Antàrtida, que durant l'Eocè encara estava connectada amb Sud-amèrica. Els megaterioïdeus basals, els megatèrids i els peresosos tridàctils són (o eren) arborícoles, mentre que els altres eren animals terrestres de majors dimensions.